# Manon Meunier
Pour les articles homonymes, voir Meunier.
Manon Meunier est une femme politique française, née le 30 mars 1996 à Limoges (Haute-Vienne). Elle est élue députée de la troisième circonscription de la Haute-Vienne le 19 juin 2022, sous la bannière politique de la Nouvelle Union populaire écologique et sociale. Elle est membre de La France insoumise.

## Biographie

### Origines
Originaire du département de la Haute-Vienne, Manon Meunier est issue d'un milieu plutôt modeste. Elle est la fille d'un ambulancier et d'une aide-soignante. Elle effectue ses études primaires au collège de Nexon, puis au lycée de Saint-Yrieix-la-Perche.

### Formation et vie professionnelle
Elle s'engage précocement dans la défense de l’environnement et devient administratrice bénévole pour une association naturaliste.
Elle est ingénieure agronome, formée à l'École nationale supérieure d'agronomie et des industries alimentaires (ENSAIA) de Vandœuvre-lès-Nancy, et exerce en 2022 comme chargée de mission pour le développement durable auprès de plusieurs collectivités territoriales, et précisément en Charente avant son élection. Elle travaille également un temps sur les circuits courts alimentaires et sur la gestion des déchets et est aide-soignante pendant un an après le début de la pandémie de Covid-19.

## Parcours politique

### Premiers engagements
Elle s'engage auprès de La France insoumise durant la campagne présidentielle de 2022.
Candidate désignée par la Nouvelle Union populaire écologique et sociale dans la troisième circonscription de la Haute-Vienne pour les élections législatives de 2022, elle arrive en tête au premier tour, avec 31,68 % des voix, devant le candidat LREM Geoffroy Sardin, contre qui elle l'emporte au second tour avec 52,10 % des voix exprimées.

### À l'Assemblée nationale
Élue à l'Assemblée, Manon Meunier siège au sein de la commission du Développement durable et de l'Aménagement du territoire. Elle s'implique tout particulièrement sur les sujets liés à la ruralité, à la biodiversité, à l'agriculture et la sylviculture, et fait figure de référente sur ces questions au sein du groupe La France insoumise. En 2022, elle représente la commission du Développement durable à la Conférence de Montréal de 2022 sur la biodiversité.
Elle contribue notamment à l'évaluation des politiques publiques visant à assurer la transition de l'agriculture vers des pratiques plus respectueuses de la biodiversité, au sein de la mission d’information parlementaire sur les dynamiques de la biodiversité dans les paysages agricoles, aux côtés des députés de la majorité Laure Miller, présidente, et Hubert Ott, co-rapporteur. Cette mission fait état de nombreuses insuffisances dans le domaine. Elle juge les actes du gouvernement comme n'étant pas à la hauteur de la crise du monde paysan. Elle s'oppose aussi aux « méga-bassines ». Elle est aussi à l'initiative, soutenue par d'autres députés de divers groupes parlementaires, d'une résolution appelant à un moratoire sur certains projets controversés de TotalEnergies en Ouganda et Tanzanie.
À la suite de la dissolution de l'Assemblée par Emmanuel Macron le 9 juin 2024, Manon Meunier est désignée candidate de la même circonscription par le Nouveau Front populaire, nouvelle alliance de gauche. Elle est en tête au premier tour avec 35,18 % des voix devant les candidats du RN Albin Freychet et le LR Gilles Toulza, soutenu par la majorité sortante, ce qui provoque une triangulaire au second tour. Elle l'emporte au second tour, avec 40,76 % des suffrages exprimés, et environ 2 100 voix d'avance sur le candidat RN.